# Federico Cesi (cardinal)
Federico Cesi (né à Rome, alors la capitale des États pontificaux, le 2 juillet 1500, et mort à Rome le 28 janvier 1565) est un cardinal italien du XVIe siècle. Il est le frère du cardinal Paolo Emilio Cesi (1517) et le cousin du cardinal Pierdonato Cesi, seniore (1570). D'autres cardinaux de sa famille sont Bartolomeo Cesi (1596) et Pierdonato Cesi, iuniore (1641).

## Repères biographiques
Cesi est clerc à la chambre apostolique. Il est élu évêque de Todi en 1523, où il résigne en 1545.
Mgr Cesi est créé cardinal par le pape Paul III lors du consistoire du 19 décembre 1544. Le cardinal Cesi est administrateur apostolique du diocèse de Caserte (1549-1552), du diocèse de Vulture et Montecorvino (1550-1551) et de Crémone (1551-1560). Cesi devient vice-doyen du Collège des cardinaux.
Le cardinal Cesi participe au conclave de 1549-1550 lors duquel Jules III est élu, aux deux conclaves de 1550 (élection de Marcel II et de Paul IV) et au conclave de 1559 (élection de Pie IV). Il est un ami des futurs saints Carlo Borromeo, Ignace de Loyola et Philippe Néri. Il fait ériger l'église Santa Caterina dei Funari à Rome.

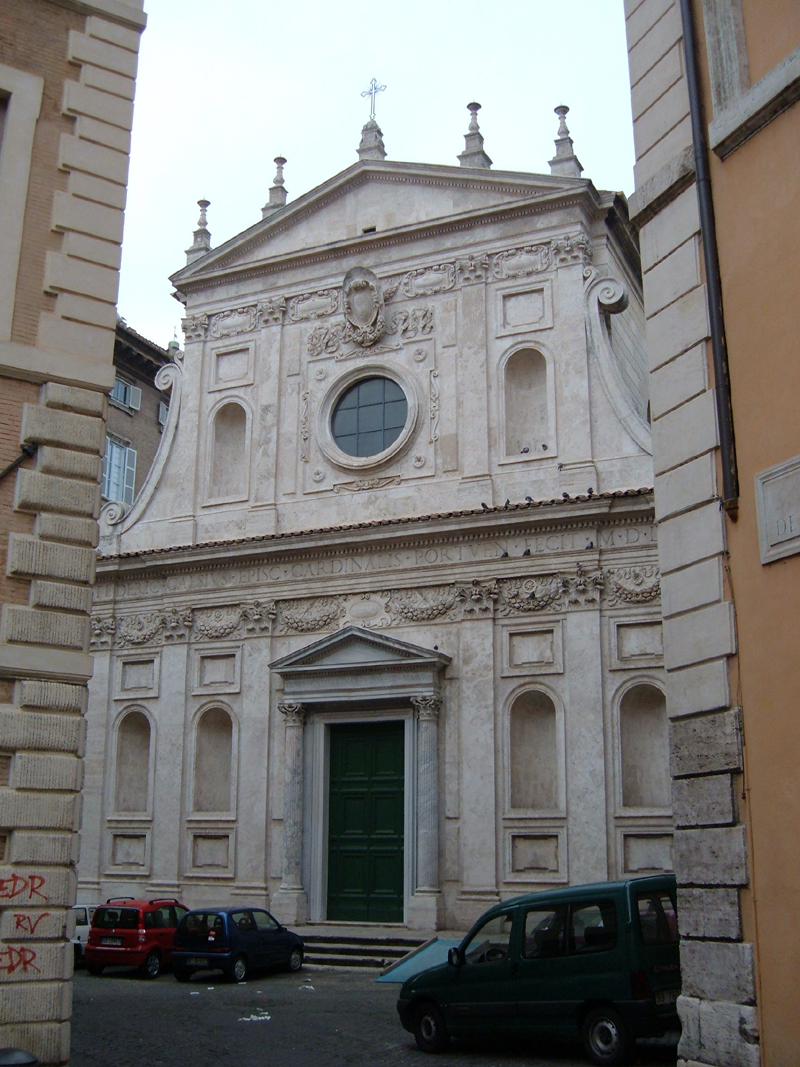
L'église de Santa Caterina dei Funari à Rome, érigée par Federico Cesi